# Lazare Carnot
Lazare Nicolas Marguerite Carnot, född 13 maj 1753 i Nolay i Bourgogne, död 2 augusti 1823 i Magdeburg, Preussen, var en fransk militär, politiker och matematiker. Han var far till fysikern Nicolas Léonard Sadi Carnot och statsmannen Lazare Hippolyte Carnot.
Carnot var ursprungligen ingenjörsofficer och blev 1791 medlem av lagstiftande församlingen, 1792 av konventet, där han gjorde sig bemärkt som vänsterns på det militära området mest sakkunnige medlem. 1793-95 var han medlem av välfärdsutskottet. Övertygad om nödvändigheten av en kraftig politik inåt följde han länge samma politiska kurs som Robespierre, och hade aktiv del i Dantons fall, även om han senare kom att försöka förneka sin del i skräckväldet. Carnot handhade i välfärdsutskottet främst militära frågor, och revolutionsarméns framgångar har delvis Carnot äran av. Han var dock kyligt stämd mot Robespierres religiösa planer, och avlägsnade sig alltmer från denne och stod vid hans fall i konflikt med honom. 
Han lämnade kort därefter välfärdsutskottet, och försökte att inta en förmedlande position mellan thermidormännens höger och vänsterfraktioner och var, om än inte officiellt, en av de ledande för den nya regimens militära politik. Ett försök att få Carnot anklagad för delaktighet i skräckväldet misslyckades, och när den nya regeringsformen trädde i kraft, blev Carnot ledare av direktoriet. Här gjorde sig Carnot 1797 till talesman för en moderat inrikespolitik och misstänkliggjordes därför av sina kolleger för rojalism, uteslöts jämte Barthélemy ur direktoriet samma år genom statskuppen 18 fructidor och flydde ur landet. 
Sedan Napoleon Bonaparte gripit makten, återkallades Carnot och blev 1800 för en kort tid krigsminister. År 1802 blev han medlem av tribunatet. Ensam av dess medlemmar röstade han mot det dekret, varigenom livstidkonsulatet och kejsardömet upprättades, och var ledare för vänsteroppositionen mot Bonaparte. Först då situationen i Frankrike 1814 blivit svårt krisartad ställde han sig till Napoleons förfogande. Under de hundra dagarna var han åter krigsminister. Efter bourbonernas andra restauration landsförvisades han som "kungamördare".
Carnot publicerade även vetenskapliga texter, däribland Réflexions sur la métaphysique du calcul infinitésimal (1797) och Géométrie de position (1803). Hans namn tillhör de 72 som är ingraverade på Eiffeltornet.